# Fimmel (Bergbau)

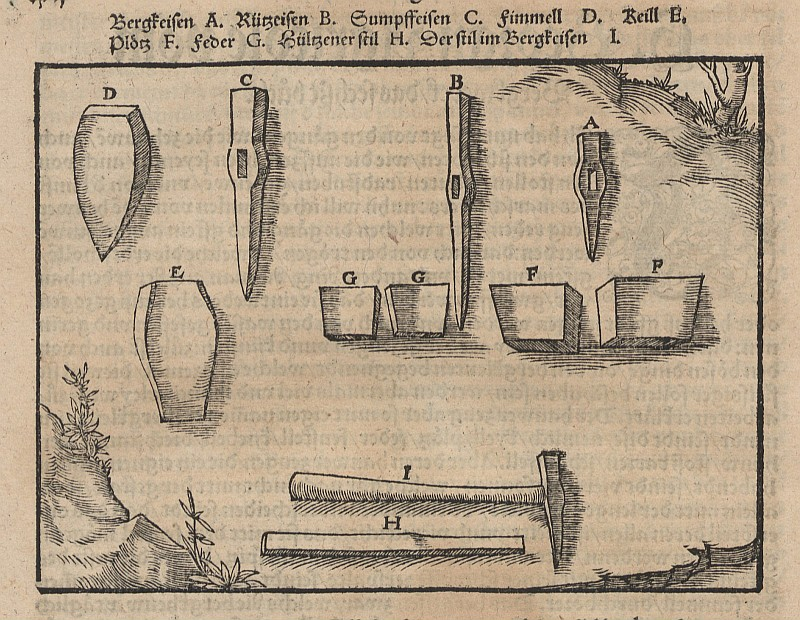
Fimmel (D) in einer Zeichnung von Georgius Agricola

Ein Fimmel ist ein früher gebräuchliches Werkzeug des Bergmanns, das einem Spitzkeil oder Spitzmeißel ähnelt und zu den Bergeisen gerechnet werden kann, die im Gegensatz zu Meißeln und Fimmeln ein Auge aufweisen. Fimmel wurden im Vortrieb, vor allem aber auch im Abbau von Steinkohle eingesetzt.

## Formen
Grundsätzlich handelt es sich um ein längliches, meißelähnliches Werkzeug, das eine Spitze aufweist und wie ein Bergeisen, Meißel oder Keil eingesetzt werden kann, indem es an das Gestein angesetzt oder in Spalten eingesetzt wird und durch Schläge mittels eines Schlägels oder Fäustels auf die rückwärtige Bahn eingetrieben wird.
Im Laufe der Zeit entwickelten sich unterschiedliche Formen des Fimmels. Die wohl älteste Beschreibung eines Fimmels findet sich bei Agricola 1556, der nur eine Form beschrieb und abbildete, die 3 Hand und 1 Finger lang, 2 Finger dick, oben 3 Finger und in der Mitte 1 Hand breit ist und ebenso wie die Berg-, Sumpf- und Ritzeisen über eine Spitze verfügt. Agricola rechnete den Fimmel ebenso wie Berg-, Sumpf- und Ritzeisen zu den ferramenta, also den „Eisen“ oder „eisernen Werkzeugen“.
Gätzschmann beschrieb 1846 neben der bereits bei Agricola abgebildeten noch vier weitere Formen des Fimmels. Üblicherweise hatten sie einen quadratischen oder länglich-rechteckigen, gelegentlich auch runden Querschnitt. Die vierte Form, die mit leicht gewölbten Seiten zur Spitze hin zusammenläuft und sich auch zur Bahn hin verjüngt, beschreibt Gätzschmann als besonders geeignet, weil sie sich so nicht auf ganzer Länge einklemmen und folglich durch Seitenschläge gelöst werden konnte. Gätzschmann rechnet den Fimmel anders als Agricola zu den Keilen. Die Länge der in der 1840ern im Kupferschiefer- und Steinkohlebergbau eingesetzten Fimmel betrug überwiegend 6 bis 8 Zoll (etwa 14 bis 19 cm).